# Astrobiologia

Os ácidos nucléicos podem não ser as únicas biomoléculas no universo capazes de codificar os processos vitais

A astrobiologia, também conhecida como exobiologia ou bioastronomia, é uma ciência interdisciplinar que estuda a origem, evolução, distribuição e o futuro da vida na Terra e onde mais possa existir no Universo.  O conhecimento da vida na Terra é o ponto de partida para se investigar a possibilidade de vida extraterrestre - que implicaria na existência de biosferas extraterrestres: para tanto, é necessário reunir conhecimentos amplos e integrados de química, biologia, astronomia / astrofísica, geologia, tecnologia espacial e outras ciências correlatas. 
Este campo interdisciplinar abrange desde estudos sobre a origem dos compostos orgânicos no espaço, passando pela formação de sistemas planetários, dinâmicas de atmosferas e oceanos, biologia de extremófilos - organismos capazes de prosperar nos ambientes mais hostis conhecidos e estudos sobre habitabilidade planetária, que incluem a busca por bioassinaturas pretéritas ou modernas que permitiriam detectar vida fora da Terra. Também abriga estudos sobre os potenciais de adaptação da vida terrestre aos grandes desafios que vivemos. A própria origem da vida terrestre, a chamada abiogênese, é parte inseparável da disciplina de astrobiologia.
A natureza interdisciplinar da astrobiologia e as perspectivas cósmicas e evolutivas engendradas por ela podem resultar em uma série de benefícios aqui na Terra, contribuindo em diversas áreas da ciência e do desenvolvimento tecnológico, bem como para o desenvolvimento social. 

## Visão geral
O AstRoMap, o Roteiro para a Astrobiologia Européia, da Agência Espacial Europeia, de 2016, identificou cinco tópicos de pesquisa principais e especifica vários objetivos científicos importantes para cada um. São eles: (1) origem e evolução dos sistemas planetários, (2) origens dos compostos orgânicos no espaço, (3) interações rocha-água-carbono, síntese orgânica na Terra e etapas para a vida, (4) vida e habitabilidade, e (5) bioassinaturas como facilitadores da detecção de vida.
Já a Estratégia para a Astrobiologia da NASA, de 2015, elencou seis tópicos principais que complementam perfeitamente a lista de prioridades acima, reforçando os tópicos de comum interesse astrobiológico: (1) identificação das fontes abióticas de compostos orgânicos, (2) síntese e função das macromoléculas na origem da vida, (3) início da vida terrestre e sua crescente complexidade, (4) coevolução da vida e do ambiente físico, (5) identificar, explorar e caracterizar ambientes propícios à habitabilidade e potenciais bioassinaturas, e, por fim (6) a construção de mundos habitáveis.
A astrobiologia está bem estabelecida, com elevado grau de institucionalização, que inclui desde laboratórios e departamentos dedicados ao tema em diversas Universidades e centros de pesquisa científica pelo mundo, até mesmo institutos inteiros, como o  NASA Astrobiology Institute (NAI), nos EUA, o Spanish Astrobiology Center (CAB) e o Japan AstroBiology Consortium (JABC). 
Para além de institutos de pesquisa, também existem diversas Sociedades Científicas ligadas à astrobiologia, como a Astrobiology Society of America, a Astrobiology Society of Britain, entre outras. A astrobiologia no Brasil é representada pela Sociedade Brasileira de Astrobiologia.
Os trabalhos produzidos nesta área podem, hoje, além de ser publicados em diversos periódicos indexados de cada especialidade científica - por exemplo, de química, biologia, bioquímica, microbiologia, geoquímica, astrofísica - também dispõem de alguns periódicos integralmente dedicados à astrobiologia, como o International Journal of Astrobiology e a Astrobiology.

## Elementos de Astrobiologia

### Astronomia

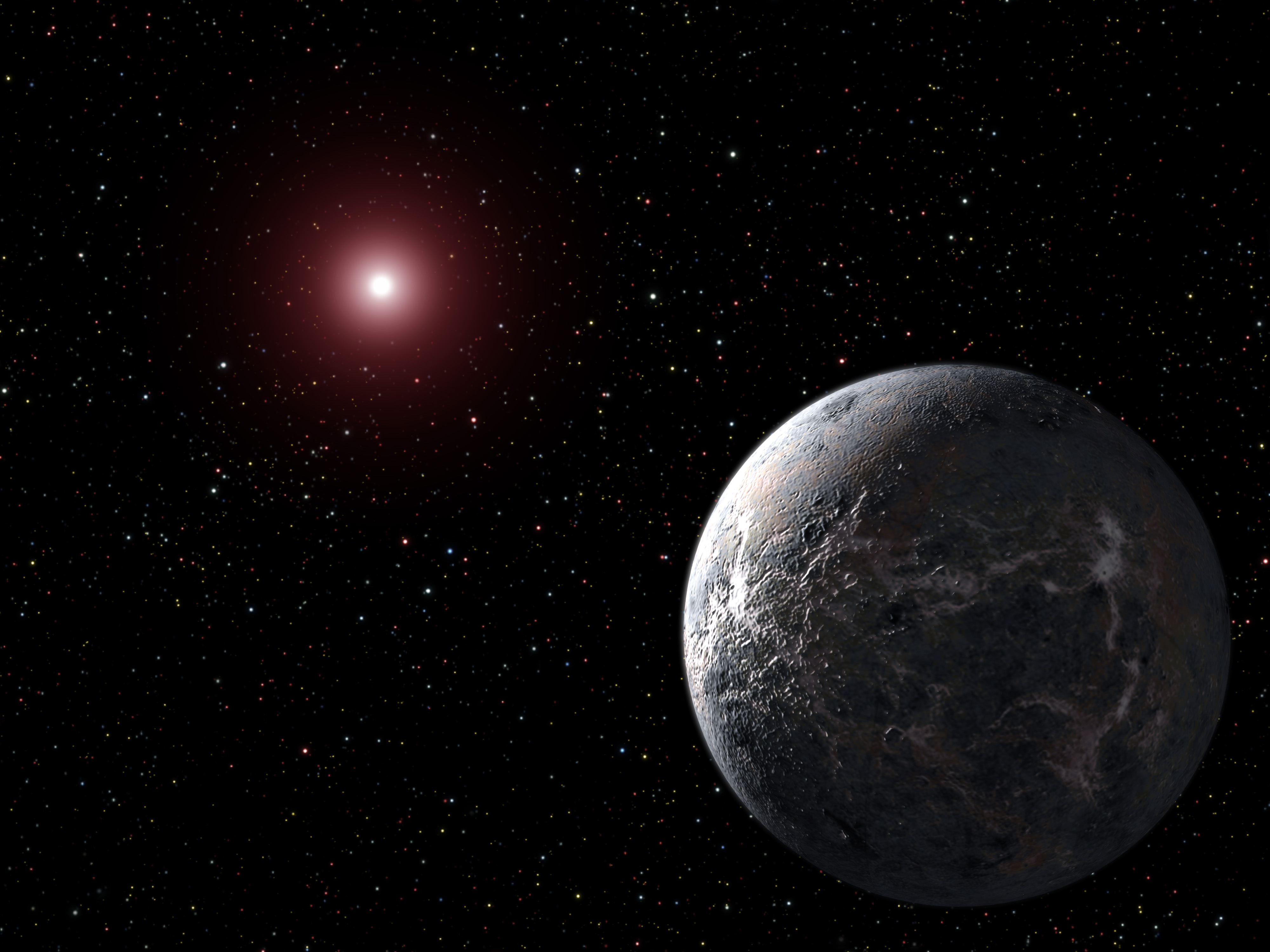
Impressão artística do exoplaneta OGLE-2005-BLG-390Lb orbitando sua estrela a 20.000 anos-luz da Terra; este planeta foi descoberto com a técnica de microlenteamento gravitacional

Muitas das pesquisas astrobiológicas relacionadas à astronomia se enquadram na categoria de detecção e análise de exoplanetas, com a hipótese de que, se a vida surgiu na Terra, ela também poderia surgir em outros planetas com características semelhantes. Para esse fim, diversos instrumentos projetados para detectar exoplanetas têm sido concebidos desde a década de 1990, como as missões espacias CoRoT (lançada em 2006 pela agência espacial francesa) e as missões Kepler e TESS (lançadas em 2009 e 2018, respectivamente, pela NASA). Existem também diversos instrumentos e telescópios na Terra dedicados à detecção de exoplanetas como o levantamento CARMENES,o espectrógrafo HARPS e o telescópio TRAPPIST.

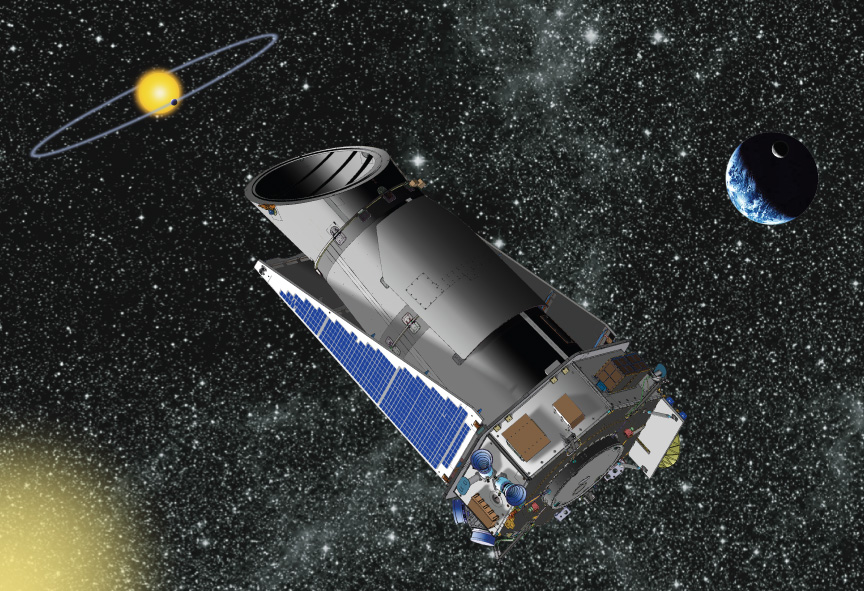
Impressão artística da missão Kepler da NASA, lançada em março de 2009, em busca exoplanetas

O objetivo dessas missões não é apenas detectar planetas do tamanho da Terra, mas também detectar diretamente a luz do planeta para que possa ser estudada espectroscopicamente. Ao examinar os espectros planetários, seria possível determinar a composição básica da atmosfera e/ou a superfície de um exoplaneta. Com esse conhecimento, pode ser possível avaliar sua habitabilidade, a probabilidade de existência de vida naquele planeta, que tipo de vida seria com base naquela que conhecemos na Terra e quais bioassinaturas seriam esperadas dadas às condições ambientais identificadas. 
O estudo da formação e evolução de sistemas planetários é também de grande importância para a Astrobiologia. De fato, existe evidência de que peculiaridades do Sistema Solar (como, por exemplo, a presença de Júpiter como escudo protetor) podem ter aumentado muito a probabilidade do surgimento de vida em nosso planeta. A área da astrofísica estelar, que investiga a formação e a evolução dos diferentes tipos de estrelas, pode produzir também importante contribuição para a Astrobiologia, visto que permite a determinação de propriedades estelares que podem ser favoráveis ou proibitivas ao desenvolvimento e a manutenção de vida em um determinado sistema planetário.
Apesar dos esforços para tal, até o momento não foi detectado sinal inequívoco de vida fora da Terra. Esse fato nos remete a uma das questões mais intrigantes da Astrobiologia: o aparente paradoxo entre a enorme escala do Universo, com um número cada vez maior de exoplanetas sendo descobertos, e a ausência de evidências de que vida exista fora da Terra. Historicamente, essa contradição foi explorada e ficou conhecida como o Paradoxo de Fermi, em homenagem ao físico Enrico Fermi.
Em 1961, alguns anos após o Paradoxo ter sido enunciado, Frank Drake desenvolveu a equação de Drake, que fornece uma estimativa para o número de planetas com vida extraterrestre inteligente capaz de se comunicar através de ondas eletromagnéticas. A equação foi apresentada pela primeira vez durante a primeira reunião científica para discussão do projeto SETI, ocorrida no Observatório de Green Bank, nos Estados Unidos. No entanto, algumas aplicações da fórmula foram tomadas literalmente e relacionadas a argumentos simplistas ou pseudocientíficos..
Essencialmente, a equação expressa a probabilidade de vida inteligente como o produto de fatores como a fração de planetas que podem ser habitáveis e a fração de planetas em qual vida pode surgir:
{\displaystyle N=R^{*}~\times ~f_{p}~\times ~n_{e}~\times ~f_{l}~\times ~f_{i}~\times ~f_{c}~\times ~L}
Onde:
- N = O número de civilizações comunicativas
- R* = A taxa de formação de estrelas adequadas (estrelas como o nosso Sol)
- fp = A fração dessas estrelas com planetas (a evidência atual indica que os sistemas planetários podem ser comuns para estrelas como o Sol)
- ne = O número de planetas do tamanho da Terra por sistema planetário
- fl = A fração desses planetas do tamanho da Terra onde a vida realmente se desenvolve
- fi = A fração dos locais de vida onde a inteligência se desenvolve
- fc = A fração de planetas comunicativos (aqueles nos quais a tecnologia de comunicações eletromagnéticas se desenvolve)
- L = O "tempo de vida" de civilizações em comunicação

No entanto, embora a lógica por trás da equação seja sólida, é improvável que ela possa produzir resultados minimamente confiáveis em um futuro próximo. O problema com a fórmula é que ela não é usada para gerar ou apoiar hipóteses porque contém fatores que atualmente não podem ser verificados. O primeiro termo, R*, taxa de formação de estrelas como o Sol, é geralmente restrito a algumas ordens de magnitude. O segundo e terceiro termos, fp, fração de estrelas com planetas e ne, número de planetas com tamanho da Terra, estão sendo avaliados para a vizinhança do Sol. 
Além da procura por vida fora do Sistema Solar, o estudo dos corpos do próprio Sistema Solar também constitui uma das principais vertentes da Astrobiologia atualmente. De fato, diversas missões têm sido concebidas para procurar por evidências de vida presente ou pretérita nos planetas rochosos Marte,  Vênus e nas luas geladas de Júpiter e  Saturno. Como exemplos, temos as atuais missões para exploração de Marte ExoMars, da Agência Espacial Europeia, e Mars 2020, da NASA, e as missões espaciais JUICE, lançada em 2023 pela Agência Espacial Europeia, e Europa Clipper, lançada em 2024 pela NASA, para estudar as luas de Júpiter. A NASA planeja também lançar em 2028 a missão espacial Dragonfly, com o objetivo de estudar a lua Titã de Saturno.
Os dados obtidos por missões como o Telescópio Espacial James Webb e as missões para a exploração do Sistema Solar nos permitirão conhecer cada vez mais profundamente o Sistema Solar e os outros sistemas planetários e, assim, responder questões fundamentais para a procura de vida fora da Terra.

### Biologia

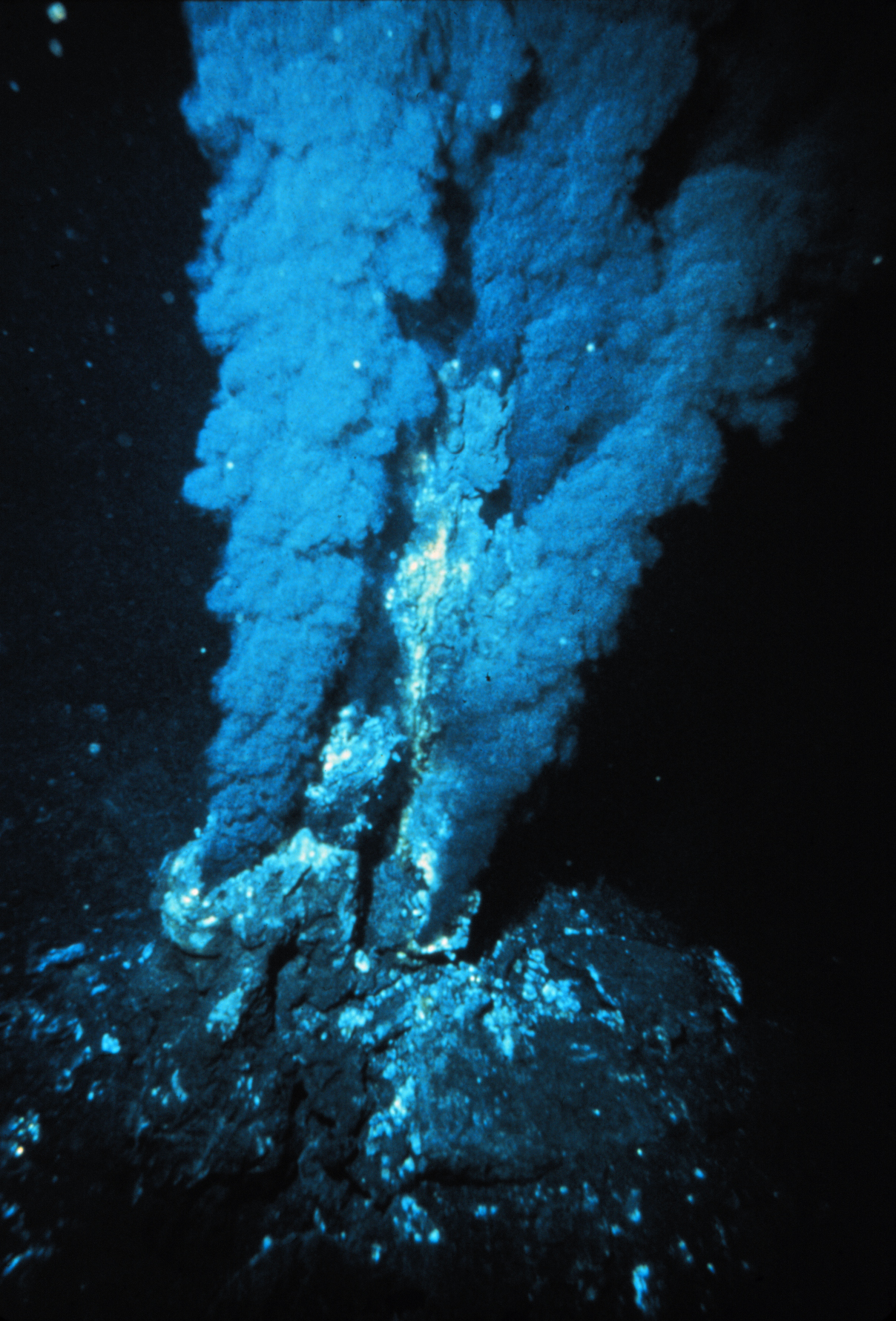
As fontes hidrotermais são capazes de suportar bactérias extremófilas na Terra e também podem sustentar vida em outras partes do cosmos

A biologia é a ciência que estuda a vida. A descoberta de extremófilos, organismos capazes de sobreviver em ambientes extremos, tornou-se um elemento central de pesquisa para astrobiólogos, pois são importantes para entender quatro áreas nos limites da vida no contexto planetário: o potencial de panspermia, a contaminação direta devido a empreendimentos de exploração humana, colonização planetária por humanos e a exploração de vida extraterrestre extinta e existente.
Até a década de 1970, pensava-se que a vida dependia inteiramente da energia do Sol. No entanto, em 1977, durante um mergulho exploratório na Fenda de Galápagos no submersível de exploração de alto mar Alvin, os cientistas descobriram colônias de vermes tubulares gigantes, mariscos, crustáceos, mexilhões e outras criaturas variadas agrupadas em torno de feições vulcânicas submarinas conhecidas como fumarolas negras. Essas criaturas prosperam apesar de não terem acesso à luz solar, e logo foi descoberto que elas compreendem um ecossistema totalmente independente. Outras formas de vida totalmente desacopladas da energia da luz solar são bactérias sulfurosas verdes que estão capturando luz geotérmica para fotossíntese anoxigênica ou bactérias que executam quimiolitoautotrofia com base na decomposição radioativa do urânio. Essa quimiossíntese revolucionou o estudo da biologia e da astrobiologia, revelando que a vida não precisa depender do sol; ela só requer água e um gradiente de energia para existir.
Biólogos descobriram extremófilos que prosperam em gelo, água fervente, ácido, álcali, núcleo de água de reatores nucleares, cristais de sal, lixo tóxico e em uma variedade de outros habitats extremos que antes eram considerados inóspitos para a vida. Isso abriu uma nova avenida na astrobiologia ao expandir maciçamente o número de possíveis habitats extraterrestres. A caracterização de organismos extremófilos, os ecossistemas em que prosperam e seus caminhos evolutivos, é considerada um componente crucial para a compreensão de como a vida pode evoluir em outras partes do universo. Por exemplo, alguns organismos capazes de resistir à exposição ao vácuo e à radiação do espaço sideral incluem o fungo líquen Rhizocarpon geographicum e Xanthoria elegans, a bactéria Bacillus safensis, Deinococcus radiodurans, Bacillus subtilis, levedura Saccharomyces cerevisiae, sementes de Arabidopsis thaliana ('agrião-orelha-de-rato'), bem como o animal invertebrado Tardígrado. Embora os tardígrados não sejam considerados verdadeiros extremófilos, eles são considerados microrganismos extremotolerantes que contribuíram para o campo da astrobiologia. Sua extrema tolerância à radiação e presença de proteínas de proteção de DNA podem fornecer respostas sobre se a vida pode sobreviver longe da proteção da atmosfera terrestre.
A lua de Júpiter, Europa, e a lua de Saturno, Encélado, são agora considerados os locais mais prováveis para vida extraterrestre existente no Sistema Solar devido a seus oceanos de água subterrâneos, onde o aquecimento radiogênico e das marés permite a existência de água líquida.
A origem da vida, conhecida como abiogênese, distinta da evolução da vida, é outro campo de pesquisa em andamento. Aleksandr Oparin e J. B. S. Haldane postularam que as condições na Terra primitiva eram propícias à formação de compostos orgânicos a partir de elementos inorgânicos e, portanto, à formação de muitos dos produtos químicos comuns a todas as formas de vida que vemos hoje. O estudo desse processo, que se mescla bastante com a química prebiótica, avançou, mas ainda não está claro como a vida poderia ter surgido na Terra.

#### Astroecologia
Existem dois conceitos possíveis para astroecologia:
Um deles diz respeito às interações da vida com ambientes e recursos espaciais, em planetas, asteroides, cometas e luas. Investigações experimentais sugerem que os materiais condritos marcianos e carbonáceos podem suportar culturas de bactérias, algas e plantas (aspargos, batata), com alta fertilidade do solo.
Este primeiro conceito pode ser considerado mais restrito, enquanto a segunda definição para astroecologia indica que ela é um ramo científico que combina ecologia e astrobiologia. Essa definição surge em um contexto de aplicar conceitos da ecologia espacial em hipóteses astrobiológicas, porém todos os níveis de organização da ecologia podem ser aplicados em estudos astrobiológicos. Nesse sentido, a astroecologia estabelece conexões entre a ecologia terrestre e a astrobiologia, explorando como os conhecimentos ecológicos adquiridos em nosso planeta podem ser extrapolados para o espaço e como a astrobiologia pode avançar ao levar a ecologia em consideração. Além disso, concatena várias áreas, já que a interdisciplinaridade é inerente à ela. É o caso da Química e da Geologia, duas áreas primordiais para o entendimento da ecologia terrestre e, por isso, estendíveis à astroecologia. 

### Química
A química estuda a composição, estrutura, propriedades da matéria, as mudanças sofridas por ela durante as reações químicas e a sua relação com a energia, sendo base para a existência da vida. A poeira cósmica que permeia o universo contém compostos orgânicos complexos ("sólidos orgânicos amorfos com uma estrutura aromática-alifática mista") que podem ser criados natural e rapidamente pelas estrelas. Além disso, um cientista sugeriu que esses compostos podem estar relacionados ao desenvolvimento da vida na Terra e disse que, "Se este for o caso, a vida na Terra pode ter tido um início mais fácil, pois esses compostos orgânicos podem servir como ingredientes básicos para vida".
Mais de 20% do carbono do universo pode estar associado aos hidrocarbonetos aromáticos policíclicos (PAH), possíveis materiais de partida para a formação da vida. Os PAH parecem ter se formado logo após o Big Bang, estão espalhados por todo o universo e estão associados a novas estrelas e exoplanetas. Os PAH são submetidos a condições do meio interestelar e são transformados por hidrogenação, oxigenação e hidroxilação em compostos orgânicos mais complexos, "um passo ao longo do caminho em direção aos aminoácidos e nucleotídeos, as matérias-primas das proteínas e do DNA, respectivamente".

### Geologia
Geologia é a ciência que estuda os processos que ocorrem no interior do globo terrestre e na sua superfície. É uma ciência relativamente nova, surgida no século XVIII, que estuda a Terra como um todo, sua origem, composição, estrutura e história, bem como os processos que deram origem ao seu estado atual e os que governam as transformações que ocorrem no presente. Estuda também a vida que sobre ela existiu e que se encontra registrada nos fósseis, que são restos ou vestígios de animais e plantas preservados nas rochas.
A Geologia apresenta uma diversidade de campos de estudo, cada um com suas particularidades e aplicações específicas, tais como: mineralogia, petrografia, estratigrafia, sedimentologia, geologia ambiental, hidrogeologia, vulcanologia, paleontologia, astrogeologia, entre outros. Esses campos de estudo são interligados e complementares, permitindo aos geólogos uma compreensão abrangente dos processos que moldaram e continuam a moldar a Terra, bem como suas implicações para a sociedade e o meio ambiente.

#### Astrogeologia
Apesar do foco se concentrar no estudo da Terra, a Geologia também fornece a base para a compreensão da dinâmica planetária e dos processos geológicos que ocorrem em outros corpos celestes. Com o advento da exploração espacial no século XX, os geólogos começaram a olhar para outros corpos planetários da mesma forma que foram desenvolvidos para estudar a Terra.
Este novo campo de estudo é chamado de Astrogeologia (ou Geologia Planetária), uma disciplina da ciência planetária que se baseia em princípios geológicos conhecidos para estudar outros corpos do sistema solar. Ao investigar a geologia dos planetas, luas, asteroides, cometas e meteoritos do nosso sistema solar, os geólogos podem inferir sobre sua história geológica, as condições passadas e presentes, bem como a possibilidade de habitabilidade planetária ou de abrigar vida.
Com o auxílio de imagens e dados coletados por missões espaciais, os geólogos podem analisar as estruturas geológicas desses corpos celestes, como vulcões, crateras de impacto, montanhas e rios secos. Ao comparar esses recursos com os encontrados na Terra, podem inferir sobre os processos geológicos e as condições ambientais que moldaram esses mundos distantes.
Embora os astrogeólogos estejam interessados em estudar todos os aspectos de um determnado corpo celeste, um foco significativo deste campo de pesquisa é a busca de evidências de vida passada ou presente em outros mundos. E, neste contexto, o conhecimento fornecido pela Geologia se une aos interesses das pesquisas em Astrobiologia ao integrar esforços para investigar a possibilidade de vida em outros planetas, compreender melhor a formação e a evolução dos sistemas planetários, identificar os ambientes, processos e condições que podem ter sido ou são propícios à vida.
O registro fóssil fornece a evidência mais antiga conhecida de vida na Terra. Ao examinar as evidências fósseis, os paleontólogos são capazes de compreender melhor os tipos de organismos que surgiram na Terra primitiva. Algumas regiões da Terra, como Pilbara, na Austrália Ocidental, e os Vales secos de McMurdo da Antártica, são considerados ambientes geológicos análogos às regiões de Marte e, como tal, podem fornecer pistas sobre a possibilidade de vida passada em Marte.
Os astrogeólogos utilizam análogos terrestres para identificar os locais ideais para coleta de amostras e estabelecer os instrumentos necessários para realizar análises geológicas. A compreensão dos ambientes deposicionais, a seleção adequada de ferramentas e a identificação precisa dos locais de amostragem são cruciais para garantir que as missões sejam eficazes na coleta de dados relevantes para a Astrobiologia.

## Áreas de Pesquisa
O interesse da NASA em exobiologia começou com o desenvolvimento do Programa Espacial dos Estados Unidos. Em 1959, a NASA financiou seu primeiro projeto de exobiologia e, em 1960, fundou um Programa de Exobiologia, que agora é um dos quatro elementos principais do atual Programa de Astrobiologia da NASA. Em 1971, a NASA financiou a busca por inteligência extraterrestre (SETI) para pesquisar frequências de rádio do espectro eletromagnético para comunicações interestelares transmitidas por vida extraterrestre fora do Sistema Solar. As missões Viking da NASA a Marte, lançadas em 1976, incluíram três experimentos de biologia projetados para procurar metabolismo de vida em Marte.
A busca sistemática por uma possível vida fora da Terra é um esforço científico multidisciplinar válido. No entanto, as hipóteses e previsões quanto à sua existência e origem variam amplamente e, atualmente, o desenvolvimento de hipóteses firmemente fundamentadas na ciência pode ser considerado a aplicação prática mais concreta da astrobiologia.

### Origem da vida
Os muitos estudos científicos da origem da vida, ocasionalmente também denominados evolução química, constituem um ramo pluridisciplinar da ciência, que envolve, além da Química e da Biologia, conhecimentos de Física, Astronomia e Geologia. Seu objeto de interesse são os processos que teriam permitido aos elementos químicos que compõem os organismos atingirem o grau de organização estrutural e funcional que caracteriza a matéria viva. O fato de que estes processos requerem condições determinadas, que só podem ocorrer em locais específicos do universo, conecta o estudo da origem da vida à Astrobiologia.
Os modelos propostos para a origem da vida são tentativas de recriar a história desta evolução e é importante destacar que não existe, na maioria das etapas deste processo, nenhum consenso entre os cientistas. Embora os mecanismos exatos da origem da vida ainda estejam sendo investigados, é um consenso entre os cientistas que a vida surgiu a partir de matéria inanimada, um processo conhecido como abiogênese. É uma situação inteiramente distinta da evolução biológica onde o modelo evolucionista darwiniano encontra-se bem estabelecido há mais de um século.

### Habitabilidade planetária
Ao procurar vida em outros planetas como a Terra, algumas suposições simplificadoras são úteis para reduzir o tamanho da tarefa do astrobiólogo. Uma é a suposição informada de que a vasta maioria das formas de vida em nossa galáxia é baseada na química do carbono, assim como todas as formas de vida na Terra. O carbono é bem conhecido pela variedade incomum de moléculas que podem ser formadas ao seu redor. O carbono é o quarto elemento mais abundante no universo e a energia necessária para fazer ou quebrar uma ligação está no nível apropriado para construir moléculas que são não apenas estáveis, mas também reativas. O fato de que os átomos de carbono se ligam prontamente a outros átomos de carbono permite a construção de moléculas extremamente longas e complexas.
A presença de água líquida é um requisito assumido, pois é uma molécula comum e fornece um excelente ambiente para a formação de complicadas moléculas baseadas em carbono que podem eventualmente levar ao surgimento de vida. Alguns pesquisadores postulam ambientes de misturas de água-amônia como possíveis solventes para tipos hipotéticos de bioquímica.
Uma terceira suposição é se concentrar em planetas orbitando estrelas semelhantes ao Sol para aumentar as probabilidades de habitabilidade planetária. Estrelas muito grandes têm vidas relativamente curtas, o que significa que a vida pode não ter tempo de emergir nos planetas que as orbitam. Estrelas muito pequenas fornecem tão pouco calor e calor que apenas os planetas em órbitas muito próximas não seriam congelados, e em órbitas tão próximas esses planetas estariam "travados" de forma de maré na estrela. A longa vida das anãs vermelhas pode permitir o desenvolvimento de ambientes habitáveis em planetas com atmosferas densas. Isso é significativo, pois as anãs vermelhas são extremamente comuns. (Veja Habitabilidade de sistemas de anãs vermelhas).
Visto que a Terra é o único planeta conhecido por abrigar vida, não há maneira evidente de saber se alguma dessas suposições simplificadoras está correta.

### Ambientes extremos na Terra
Em 17 de março de 2013, os pesquisadores relataram que as formas de vida microbiana prosperam na Fossa das Marianas, o local mais profundo da Terra. Outros pesquisadores relataram que os micróbios prosperam dentro de rochas até 580 m abaixo do fundo do mar, sob 2.600 m de oceano na costa noroeste dos Estados Unidos. De acordo com um dos pesquisadores, "Você pode encontrar micróbios em todos os lugares, eles são extremamente adaptáveis às condições e sobrevivem onde quer que estejam". Evidências de percloratos foram encontradas em todo o Sistema Solar e, especificamente, em Marte. A Kennda Lynch descobriu a primeira instância conhecida de percloratos e micróbios redutores de percloratos em um paleolago em Pilot Valley, Utah. Essas descobertas expandem a habitabilidade potencial de certos nichos de outros planetas.

### Extremófilos
O estudo dos extremófilos é útil para compreender a possível origem da vida na Terra, bem como para encontrar os candidatos mais prováveis para a futura colonização de outros planetas. O objetivo é detectar aqueles organismos que são capazes de sobreviver às condições de viagens espaciais e manter a capacidade de proliferação. Os melhores candidatos são os extremófilos, uma vez que se adaptaram para sobreviver em diferentes tipos de condições extremas na Terra. Durante o curso da evolução, os extremófilos desenvolveram várias estratégias para sobreviver às diferentes condições de estresse de diferentes ambientes extremos. Essas respostas ao estresse também podem permitir que sobrevivam em condições espaciais adversas, embora a evolução também coloque algumas restrições em seu uso como análogos à vida extraterrestre.
A espécie termofílica G. thermantarcticus é um bom exemplo de microorganismo que poderia sobreviver a viagens espaciais. A formação de esporos permite que ele sobreviva a ambientes extremos enquanto ainda é capaz de reiniciar o crescimento celular. É capaz de proteger eficazmente a integridade do seu DNA, membrana e proteínas em diferentes condições extremas (dessecação, temperaturas até -196 °C, radiação UVC e raios-C ...). Também é capaz de reparar os danos produzidos pelo ambiente espacial.
Alguns locais da Terra são particularmente adequados para estudos astrobiológicos de extremófilos. Por exemplo, Valeria Souza e colegas propuseram que a bacia Cuatro Ciénegas em Coahuila, México, pudesse servir como um "parque astrobiológico Pré-Cambriano" devido à semelhança de alguns de seus ecossistemas com um período anterior na história da Terra, quando a vida multicelular começou a dominar.
Ao compreender como os organismos extremofílicos podem sobreviver aos ambientes extremos da Terra, também podemos entender como os microorganismos poderiam ter sobrevivido às viagens espaciais e como a hipótese da panspermia poderia ser possível.

### Busca por vida Extraterrestre

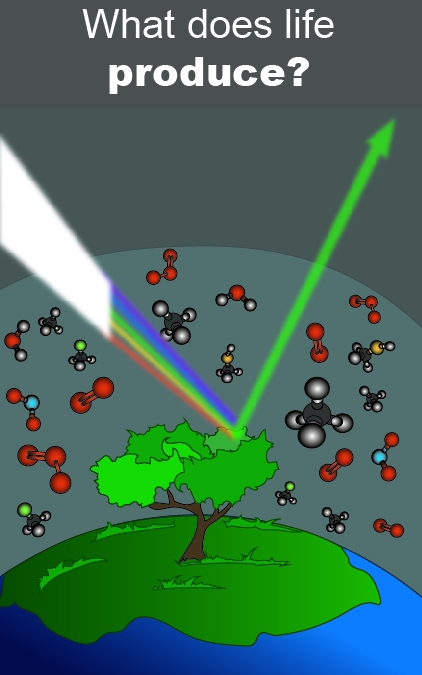
Que bioassinaturas a vida produz?

Em 2019, nenhuma evidência de vida extraterrestre foi identificada. O exame do meteorito Allan Hills 84001, que foi recuperado na Antártica em 1984 e se originou de Marte, é considerado por David S. McKay, assim como alguns outros cientistas, como contendo microfósseis de origem extraterrestre; esta interpretação é controversa.

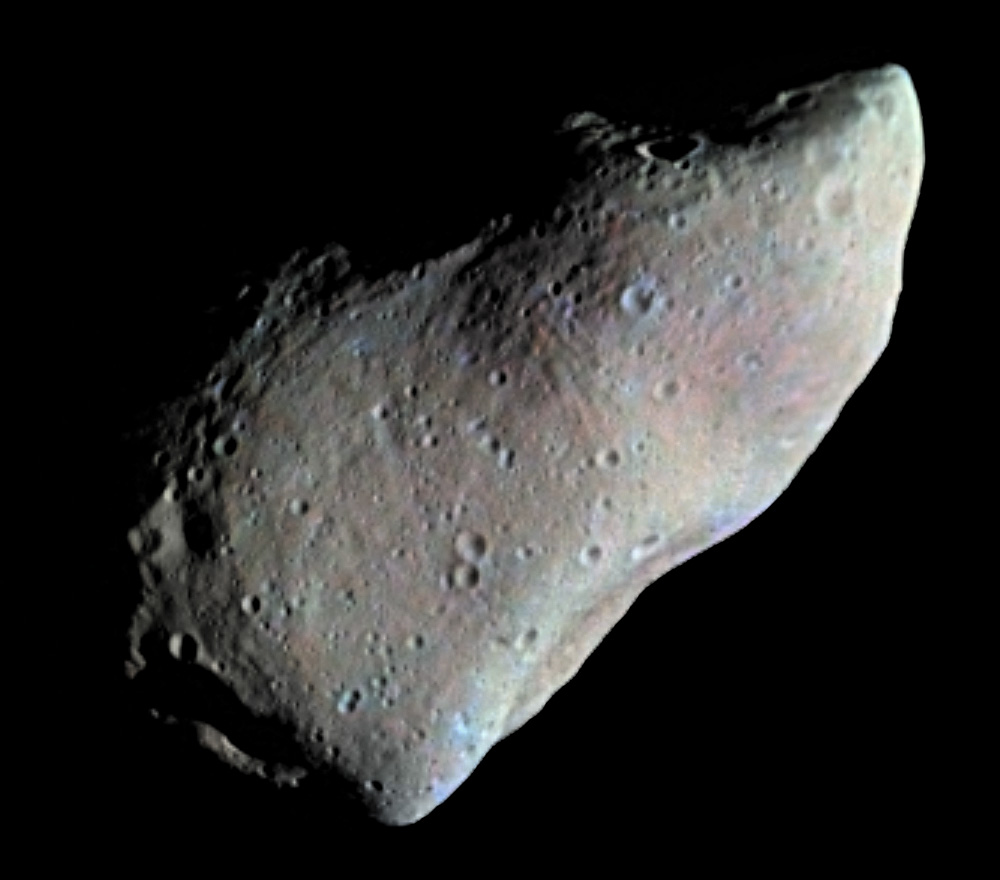
Asteroides podem ter transportado vida para a Terra.

Yamato 000593, o segundo maior meteorito de Marte, foi encontrado na Terra em 2000. Em um nível microscópico, esferas são encontradas no meteorito que são ricas em carbono em comparação com as áreas circundantes que não possuem tais esferas. As esferas ricas em carbono podem ter sido formadas por atividade biótica, de acordo com alguns cientistas da NASA.

Em 5 de março de 2011, Richard B. Hoover, um cientista do Centro de Voos Espaciais George C. Marshall, especulou sobre a descoberta de supostos microfósseis semelhantes a cianobactérias em meteoritos carbonáceos CI1 na periferia Journal of Cosmology, uma história amplamente divulgada pela grande mídia. No entanto, a NASA se distanciou formalmente da afirmação de Hoover. De acordo com o astrofísico americano Neil deGrasse Tyson: "No momento, a vida na Terra é a única vida conhecida no universo, mas existem argumentos convincentes que sugerem que não estamos sozinhos".

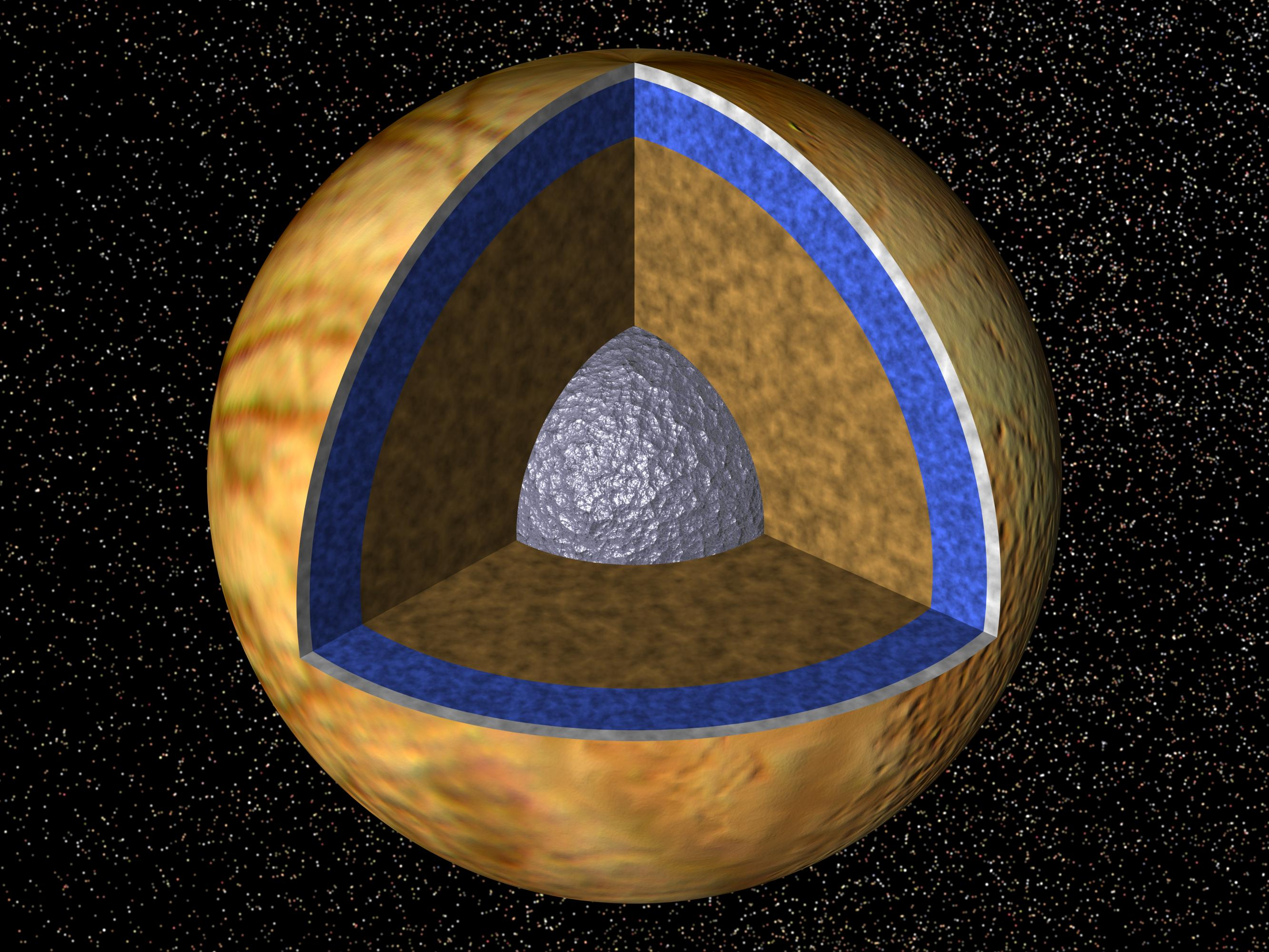
Europa, devido ao oceano que existe sob sua superfície gelada, pode hospedar alguma forma de vida microbiana

### Vida no Sistema Solar
As pessoas há muito especulam sobre a possibilidade de vida em outros ambientes que não a Terra; no entanto, as especulações sobre a natureza da vida em outros lugares frequentemente dão pouca atenção às restrições impostas pela natureza da bioquímica. A probabilidade de que a vida em todo o universo seja provavelmente baseada no carbono é sugerida pelo fato de que o carbono é um dos mais abundantes dos elementos superiores. Apenas dois elementos, carbono e silício, são conhecidos por servir como espinha dorsal de moléculas grandes o suficiente para transportar informações biológicas. Como base estrutural para a vida, uma das características importantes do carbono é que, ao contrário do silício, ele pode prontamente se envolver na formação de ligações químicas com muitos outros átomos, permitindo assim a versatilidade química necessária para conduzir as reações de metabolismo biológico e propagação.
A discussão sobre onde a vida no Sistema Solar poderia ocorrer foi historicamente limitada pelo entendimento de que a vida depende, em última análise, da luz e do calor do Sol e, portanto, está restrita às superfícies dos planetas. Os quatro candidatos mais prováveis para a vida no Sistema Solar são o planeta Marte, a lua de Júpiter Europa e as luas de Saturno Titã e Encélado.
Um foco particular da pesquisa astrobiológica atual é a busca por vida em Marte devido à proximidade deste planeta com a Terra e a história geológica. Há um número crescente de evidências que sugerem que Marte já teve uma quantidade considerável de água em sua superfície, sendo a água considerada um precursor essencial para o desenvolvimento de vida baseada em carbono.  As missões projetadas especificamente para pesquisar a vida atual em Marte foram o programa Viking e a sonda Beagle 2. Os resultados do Viking foram inconclusivos, e o Beagle 2 falhou minutos após o pouso. Uma missão futura com um papel forte na astrobiologia teria sido o Jupiter Icy Moons Orbiter, projetado para estudar as luas congeladas de Júpiter, algumas das quais podem ter água líquida, se não tivesse sido cancelado. No final de 2008, a sonda Phoenix sondou o ambiente em busca da habitabilidade planetária passada e presente da vida microbiana em Marte e pesquisou a história da água lá.
Em novembro de 2011, a NASA lançou a missão Mars Science Laboratory carregando o rover Curiosity, que pousou em Marte na cratera Gale em agosto de 2012. O rover Curiosity está atualmente sondando o ambiente em busca da habitabilidade planetária passada e presente da vida microbiana em Marte. Em 9 de dezembro de 2013, a NASA relatou que, com base nas evidências do Curiosity estudando Aeolis Palus, a cratera Gale continha um antigo lago de água doce que poderia ter sido um ambiente hospitaleiro para a vida microbiana.
A Agência Espacial Europeia está atualmente colaborando com a Agência Espacial Federal Russa (Roscosmos) e desenvolvendo o rover astrobiológico ExoMars, que estava programado para ser lançado em julho de 2020, mas foi adiado para 2022. Enquanto isso, a NASA lançou o rover astrobiológico Mars 2020 e o sample cacher para um retorno posterior à Terra.
Marte, Encélado e Europa são considerados prováveis candidatos na busca de vida principalmente porque podem ter água subterrânea líquida, uma molécula essencial para a vida como a conhecemos para seu uso como solvente nas células. Água em Marte é encontrada congelada em suas calotas polares, e ravinas recém-escavadas recentemente observadas em Marte sugerem que água líquida pode existir, pelo menos temporariamente, na superfície do planeta. Nas baixas temperaturas e baixa pressão de Marte, a água líquida provavelmente é altamente salina. Quanto Encélado e Europa, grandes oceanos globais de água líquida existem sob as crostas externas geladas dessas luas. Essa água pode ser aquecida a um estado líquido por aberturas vulcânicas no fundo do oceano, mas a fonte primária de calor é provavelmente o aquecimento de marés. Em 11 de dezembro de 2013, a NASA relatou a detecção de "minerais semelhantes a argila" (especificamente, filossilicatos), muitas vezes associados a materiais orgânicos, na crosta gelada de Europa. A presença dos minerais pode ter sido resultado de uma colisão com um asteroide ou cometa, segundo os cientistas. Além disso, em 27 de junho de 2018, astrônomos relataram a detecção de compostos orgânicos macromoleculares complexos em Encélado e, de acordo com cientistas da NASA em maio de 2011, "está emergindo como o local mais habitável além da Terra no Sistema Solar para a vida como a conhecemos".
Outro corpo planetário que poderia sustentar vida extraterrestre é a maior lua de Saturno, Titã. Titã foi descrito como tendo condições semelhantes às da Terra primitiva. Em sua superfície, os cientistas descobriram os primeiros lagos líquidos fora da Terra, mas esses lagos parecem ser compostos de etano e/ou metano, não de água. Alguns cientistas acreditam ser possível que esses hidrocarbonetos líquidos possam ocupar o lugar da água em células vivas diferentes das da Terra. Depois que os dados da sonda Cassini foram estudados, foi relatado em março de 2008 que Titã também pode ter um oceano subterrâneo composto de água líquida e amônia.
A fosfina foi detectada na atmosfera do planeta Vênus. Não há processos abióticos conhecidos no planeta que possam causar sua presença. Dado que Vênus tem a temperatura superficial mais quente de qualquer planeta do Sistema Solar, a vida em Vênus, se existe, é provavelmente limitada a microorganismos extremófilos que flutuam na alta atmosfera do planeta, onde as condições são quase semelhantes às da Terra.
Medir a proporção dos níveis de hidrogênio e metano em Marte pode ajudar a determinar a probabilidade de vida em Marte. De acordo com os cientistas, "... baixas proporções de H2/CH4 (menos de aproximadamente 40) indicam que a vida provavelmente está presente e ativa". Outros cientistas relataram recentemente métodos de detecção de hidrogênio e metano em atmosferas extraterrestres.
Compostos orgânicos complexos de vida, incluindo uracilo, citosina e timina, foram formados em um laboratório sob condições do espaço sideral, usando produtos químicos iniciais como a pirimidina, encontrada em meteoritos. A pirimidina, assim como os hidrocarbonetos aromáticos policíclicos (PAH), é o produto químico mais rico em carbono encontrado no universo.

#### Metano
Em 2004, a assinatura espectral do metano (
CH4) foi detectado na atmosfera marciana por ambos os telescópios baseados na Terra e também pelo orbitador Mars Express. Por causa da radiação solar e da radiação cósmica, prevê-se que o metano desapareça da atmosfera marciana dentro de vários anos, então o gás deve ser reabastecido ativamente para manter a concentração atual. Em 7 de junho de 2018, a NASA anunciou uma variação sazonal cíclica no metano atmosférico, que pode ser produzido por fontes geológicas ou biológicas. O ExoMars Trace Gas Orbiter europeu está atualmente medindo e mapeando o metano atmosférico.

### Tentativas de comunicação

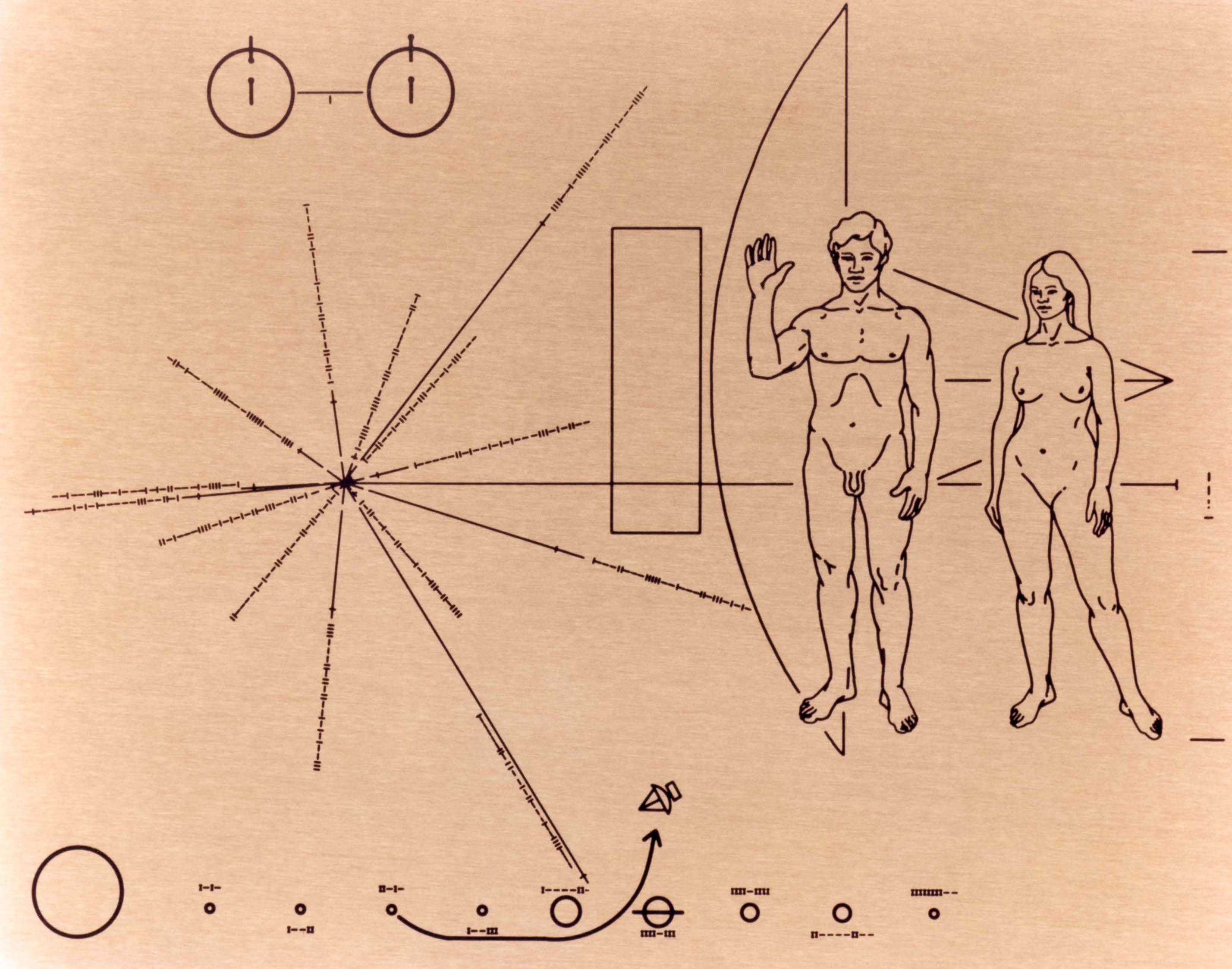
A ilustração na Placa Pioneer

A pesquisa em comunicação com inteligência extraterrestre (CETI) se concentra em compor e decifrar mensagens que teoricamente poderiam ser entendidas por outra civilização tecnológica. As tentativas de comunicação por humanos incluíram a transmissão de linguagens matemáticas, sistemas pictóricos como a mensagem de Arecibo e abordagens computacionais para detectar e decifrar a comunicação em linguagem "natural". O programa SETI, por exemplo, usa radiotelescópios e telescópios ópticos para procurar sinais deliberados de uma inteligência extraterrestre.
Enquanto alguns cientistas de alto nível, como Carl Sagan, defendem a transmissão de mensagens, o cientista Stephen Hawking alertou contra isso, sugerindo que os alienígenas podem simplesmente invadir a Terra em busca de seus recursos e depois seguir em frente.

### Sistemas planetários
É possível que alguns exoplanetas tenham luas com superfícies sólidas ou oceanos líquidos que sejam hospitaleiros. A maioria dos planetas até agora descobertos fora do Sistema Solar são gigantes gasosos quentes considerados inóspitos à vida, então ainda não se sabe se o Sistema Solar, com um planeta interno quente, rochoso e rico em metais como a Terra, é de uma composição aberrante. Métodos de detecção aprimorados e maior tempo de observação sem dúvida descobrirão mais sistemas planetários e, possivelmente, alguns mais parecidos com os nossos. Por exemplo, a missão Kepler da NASA busca descobrir planetas do tamanho da Terra em torno de outras estrelas medindo mudanças mínimas na curva de luz da estrela conforme o planeta passa entre a estrela e a sonda espacial. O progresso na astronomia infravermelha e na astronomia submilimétrica revelou os constituintes de outros sistemas estelares.

## Hipótese da Terra Rara
A hipótese da Terra Rara postula que as formas de vida multicelulares encontradas na Terra podem realmente ser mais raras do que os cientistas supõem. De acordo com essa hipótese, a vida na Terra (e mais, vida multicelular) é possível por causa de uma conjunção das circunstâncias certas (galáxia e localização dentro dela, sistema planetário, estrela, órbita, tamanho do planeta, atmosfera, etc.); e a chance de todas essas circunstâncias se repetirem em outro lugar pode ser rara. Ele fornece uma possível resposta ao paradoxo de Fermi, que sugere: "Se os alienígenas extraterrestres são comuns, por que não são óbvios?" Aparentemente, está em oposição ao princípio da mediocridade, assumido pelos famosos astrônomos Frank Drake, Carl Sagan e outros. O Princípio da Mediocridade sugere que a vida na Terra não é excepcional e é mais do que provável que seja encontrada em inúmeros outros mundos.
De acordo com a pesquisa publicada em agosto de 2015, galáxias muito grandes podem ser mais favoráveis à criação e ao desenvolvimento de planetas habitáveis do que galáxias menores como a Via Láctea. No entanto, a Terra é o único lugar no universo que os humanos conhecem que pode abrigar vida. Estimativas de zonas habitáveis em torno de outras estrelas, às vezes referidas como "Zona de Goldilocks", junto com a descoberta de milhares de exoplanetas e novos insights sobre habitats extremos aqui na Terra, sugerem que possa haver mais locais habitáveis no universo do que se considerava anteriormente.
Os estudos atuais no planeta Marte pelos rovers Curiosity e Perseverance estão em busca de evidências de vida antiga, bem como planícies relacionadas a rios ou lagos antigos que podem ter sido habitáveis. A busca por evidências de habitabilidade, tafonomia (relacionada a fósseis) e moléculas orgânicas no planeta Marte é agora um objetivo primário da NASA e da ESA.

## Missões
A pesquisa sobre os limites ambientais da vida e o funcionamento de ecossistemas extremos está em andamento, permitindo aos pesquisadores prever melhor quais ambientes planetários podem ter maior probabilidade de abrigar vida. Missões como a sondas espaciais Phoenix, Mars Science Laboratory, ExoMars, rover Mars 2020 para Marte e a sonda Cassini-Huygens para as luas de Saturno visam explorar ainda mais as possibilidades de vida em outros planetas do Sistema Solar.

#### ProgramaViking
Cada uma das duas sondas Viking transportou quatro tipos de experimentos biológicos para a superfície de Marte no final dos anos 1970. Estas foram as únicas sondas de Marte a realizar experimentos que procuram especificamente o metabolismo da vida microbiana atual em Marte. As sondas usaram um braço robótico para coletar amostras de solo em recipientes de teste selados na sonda. As duas sondas eram idênticas, então os mesmos testes foram realizados em dois lugares da superfície de Marte; Viking 1 perto do equador e Viking 2 mais ao norte. O resultado foi inconclusivo, e ainda é contestado por alguns cientistas.
Norman Horowitz foi o chefe da seção de biociências do Jet Propulsion Laboratory para as missões Mariner e Viking de 1965 a 1976. Horowitz considerou que a grande versatilidade do átomo de carbono o torna o elemento com maior probabilidade de fornecer soluções, até mesmo soluções exóticas, para os problemas de sobrevivência da vida em outros planetas. No entanto, ele também considerou que as condições encontradas em Marte eram incompatíveis com a vida baseada no carbono.

#### Beagle 2

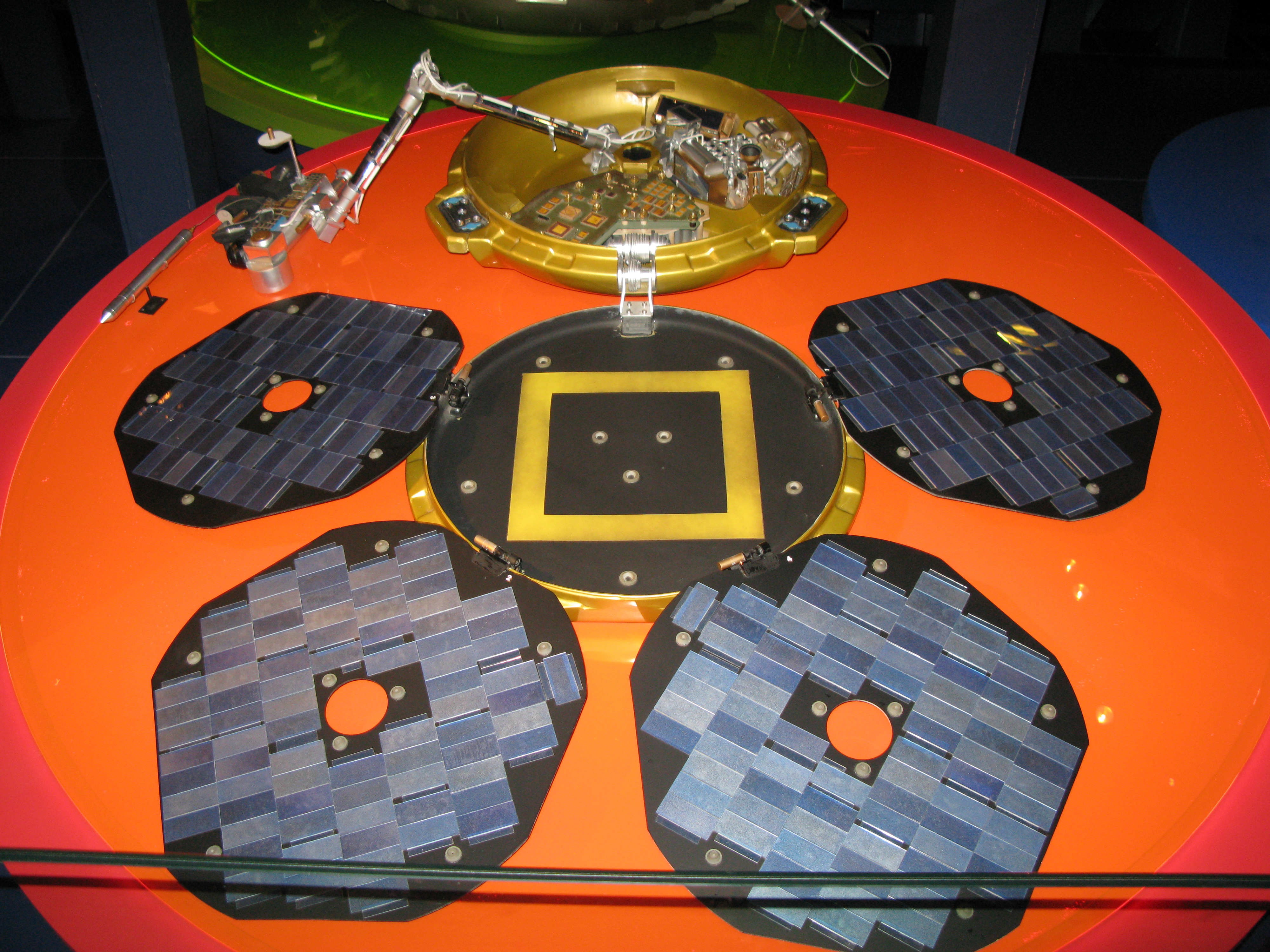
Réplica do módulo de pouso Beagle 2 de 33.2 kg

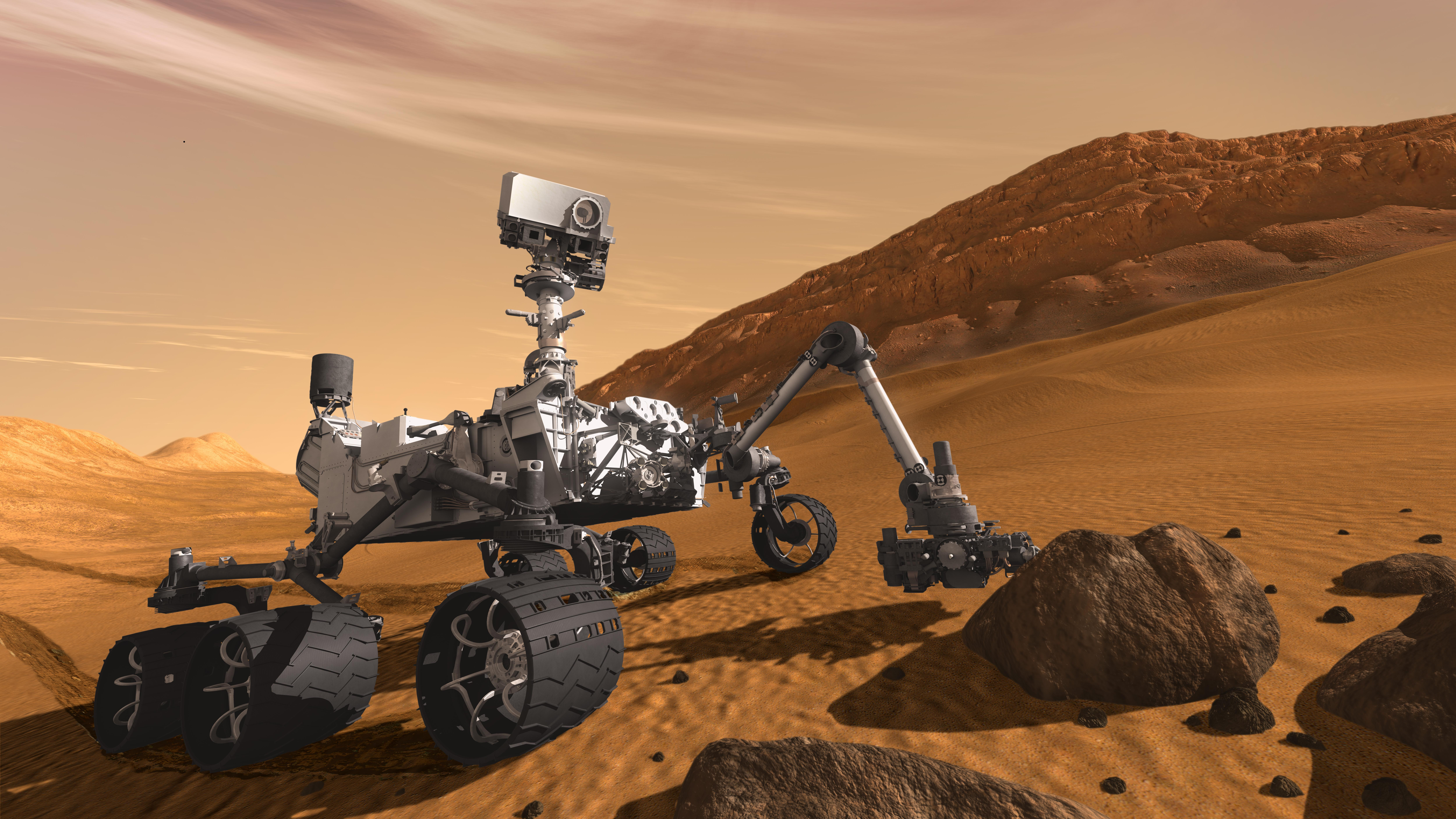
Arte conceitual do rover do Mars Science Laboratory

Beagle 2 foi uma sonda britânica sem sucesso que fazia parte da missão Mars Express de 2003 da Agência Espacial Europeia (ESA). Seu objetivo principal era procurar por sinais de vida em Marte, no passado ou no presente. Embora tenha pousado com segurança, não foi possível implantar corretamente seus painéis solares e a antena de telecomunicações.

#### EXPOSE
A EXPOSE é uma instalação multiusuário montada em 2008 fora da Estação Espacial Internacional dedicada à astrobiologia. A EXPOSE foi desenvolvido pela Agência Espacial Europeia (ESA) para voos espaciais de longo prazo que permitem a exposição de produtos químicos orgânicos e amostras biológicas ao espaço sideral em órbita terrestre baixa.

#### Mars Science Laboratory
A missão Mars Science Laboratory (MSL) pousou o rover Curiosity que está atualmente em operação em Marte. Foi lançado em 26 de novembro de 2011 e pousou na cratera Gale em 6 de agosto de 2012. Os objetivos da missão são de ajudar a avaliar a habitabilidade de Marte e, ao fazê-lo, determinar se Marte é ou já foi capaz de sustentar vida, coletar dados para uma futura missão tripulada, estudar a geologia marciana, seu clima e avaliar melhor o papel que a água, um ingrediente essencial para a vida como a conhecemos, atuou na formação de minerais em Marte.

#### Tanpopo
A missão Tanpopo é um experimento de astrobiologia orbital que investiga o potencial de transferência interplanetária de vida, compostos orgânicos e possíveis partículas terrestres na órbita terrestre baixa. O objetivo é avaliar a hipótese de panspermia e a possibilidade de transporte interplanetário natural de vida microbiana, bem como de compostos orgânicos prebióticos. Os primeiros resultados da missão mostram evidências de que alguns aglomerados de microorganismos podem sobreviver por pelo menos um ano no espaço. Isso pode apoiar a ideia de que aglomerados maiores que 0,5 milímetros de microorganismos podem ser uma forma de a vida se espalhar de planeta a planeta.

#### RoverExoMars

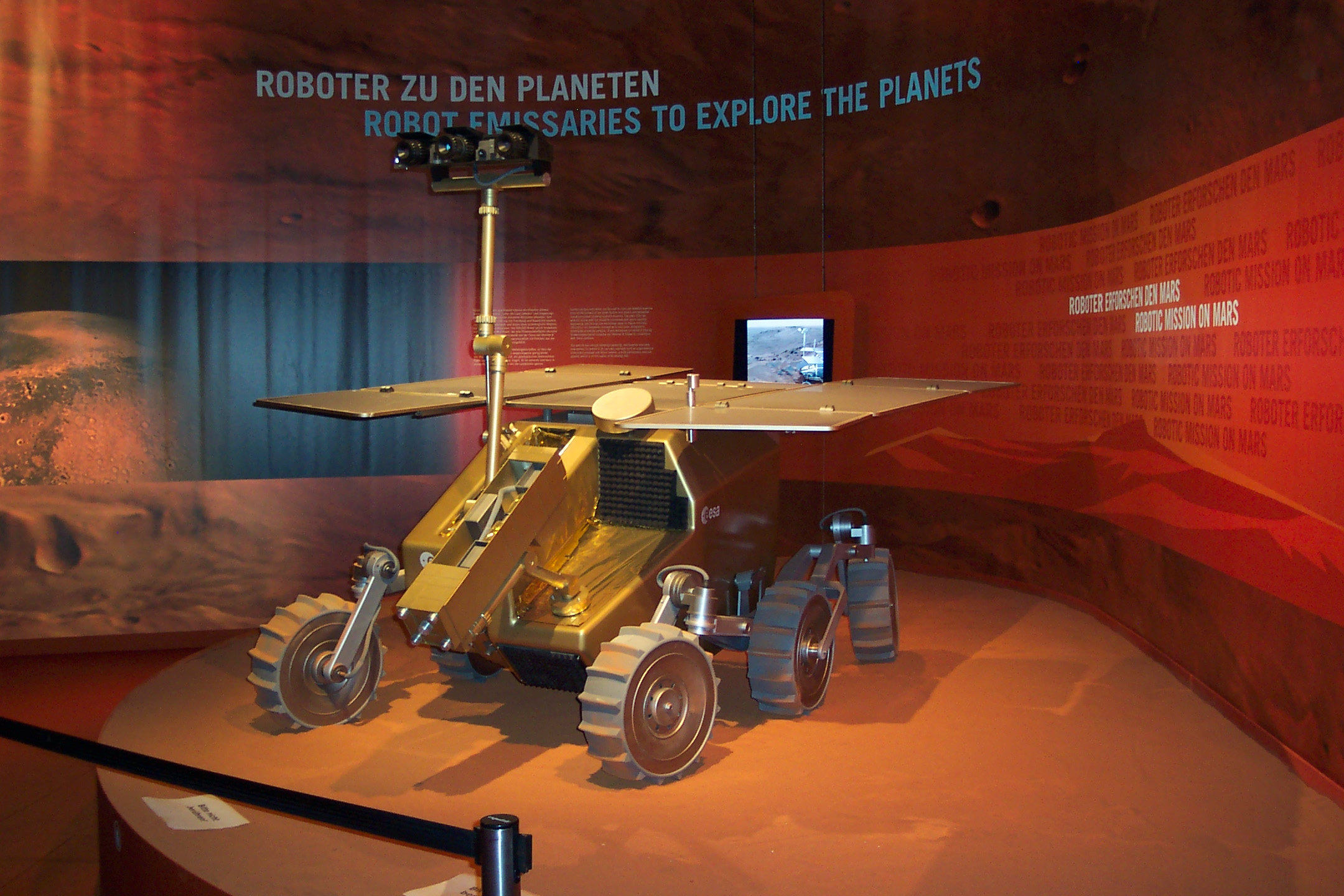
Modelo do rover ExoMars

O ExoMars é uma missão robótica a Marte para pesquisar possíveis bioassinaturas da vida marciana, passada ou presente. Esta missão astrobiológica está atualmente em desenvolvimento pela Agência Espacial Europeia (ESA) em parceria com a Agência Espacial Federal Russa (Roscosmos); está planejado para um lançamento em 2022.

#### Mars 2020

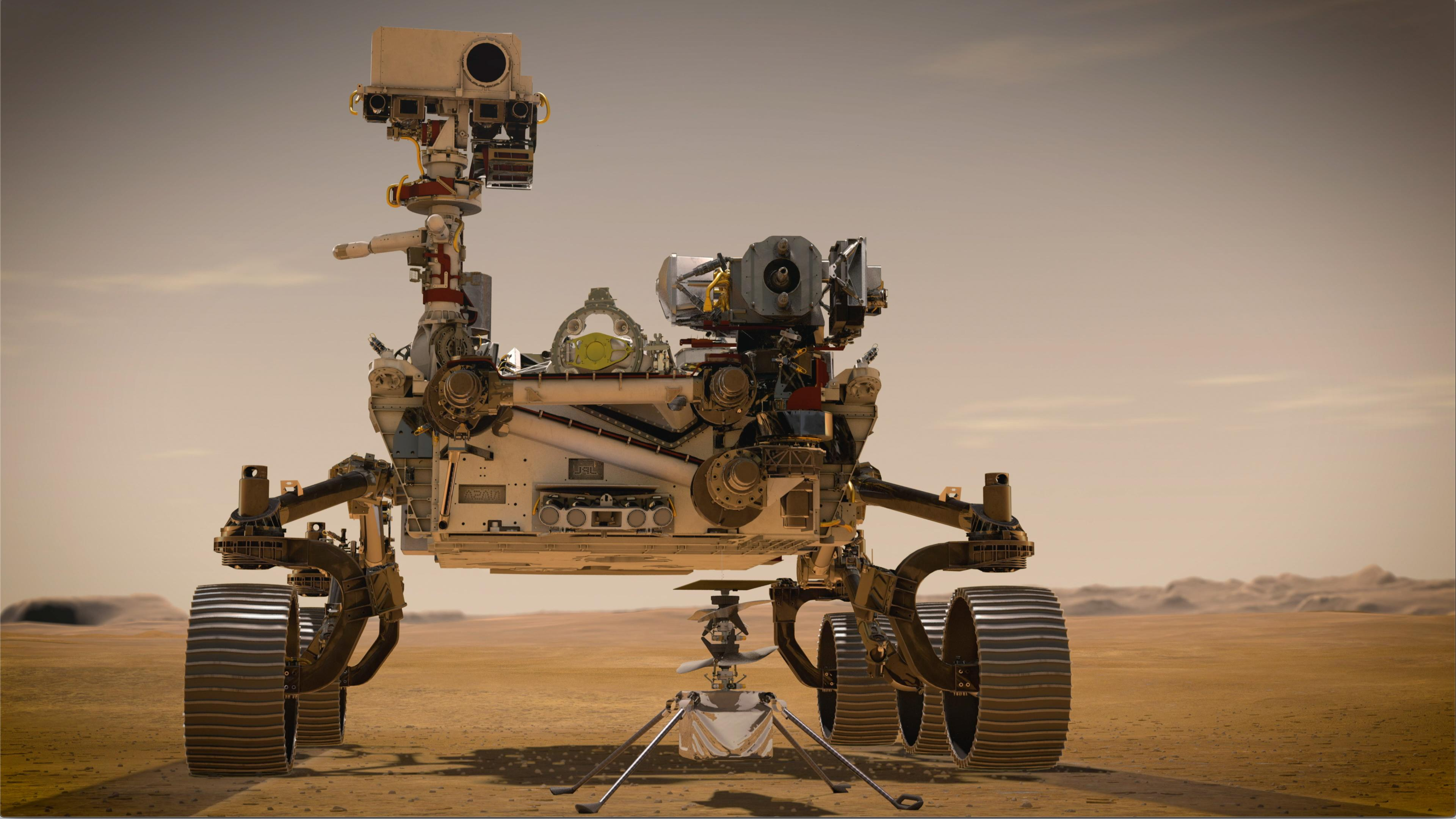
Representação artística do rover Perseverance em Marte, com o minihelicóptero Ingenuity na frente

O Mars 2020 pousou com sucesso seu rover Perseverance na cratera Jezero em 18 de fevereiro de 2021. Ele investigará ambientes em Marte relevantes para a astrobiologia, investigará seus processos geológicos de superfície e sua história, incluindo a avaliação de sua habitabilidade passada e potencial para preservação de bioassinaturas e biomoléculas em materiais geológicos acessíveis. A Science Definition Team (Equipe de Definição de Ciência) está propondo que o rover colete e empacote pelo menos 31 amostras de núcleos de rocha e solo para uma missão posterior de trazer de volta para análises mais definitivas em laboratórios na Terra. O rover pode fazer medições e demonstrações de tecnologia para ajudar os projetistas de uma expedição tripulada a entender os perigos representados pela poeira marciana e demonstrar como coletar dióxido de carbono (CO2), que pode ser um recurso para a produção de oxigênio molecular (O2) e combustível de foguete.

#### Europa Clipper
Europa Clipper é uma missão planejada pela NASA para um lançamento em 2025 que fará um reconhecimento detalhado da lua de Júpiter, Europa, e investigará se seu oceano interno pode abrigar condições adequadas para a vida. Também ajudará na seleção de futuros locais de pouso.

### Conceitos propostos

#### Icebreaker Life
Icebreaker Life é uma missão de pouso que foi proposta para o Programa Discovery da NASA para a oportunidade de lançamento de 2021, mas não foi selecionada para desenvolvimento. Ele teria uma sonda estacionária que seria uma cópia próxima do Phoenix de 2008 e carregaria uma carga científica de astrobiologia atualizada, incluindo uma broca de núcleo de 1 metro de comprimento para amostrar solo cimentado por gelo nas planícies do norte para conduzir uma busca por moléculas orgânicas e evidências de vida atual ou passada em Marte. Um dos principais objetivos da missão Icebreaker Life é testar a hipótese de que o solo rico em gelo nas regiões polares tem concentrações significativas de orgânicos devido à proteção do gelo contra oxidantes e radiação solar.

#### Journey to Enceladus and Titan
Journey to Enceladus and Titan (JET) é um conceito de missão astrobiológica para avaliar o potencial de habitabilidade das luas de Saturno, Encélado e Titã por meio de um orbitador.

#### Enceladus Life Finder
Enceladus Life Finder (ELF) é um conceito de missão astrobiológica proposto para uma sonda espacial destinada a avaliar a habitabilidade do oceano interno de Encélado, a sexta maior lua de Saturno.

#### Life Investigation For Enceladus
Life Investigation For Enceladus (LIFE) é um conceito de missão de retorno de amostra de astrobiologia proposto. A sonda entraria na órbita de Saturno e permitiria múltiplos voos através das plumas de gelo de Encélado para coletar partículas de pluma de gelo e voláteis e devolvê-los à Terra em uma cápsula. A sonda pode amostrar as plumas de Encélado, o anel E de Saturno e a atmosfera superior de Titã.

#### Oceanus
Oceanus é um orbitador proposto em 2017 para a missão nº. 4 do Programa New Frontiers. Ele viajaria até a lua de Saturno, Titã, para avaliar sua habitabilidade. Os objetivos da Oceanus são revelar a química orgânica, geologia, gravidade e topografia de Titã, coletar dados de reconhecimento 3D, catalogar os orgânicos e determinar onde eles podem interagir com a água líquida.

#### Explorer of Enceladus and Titan
Explorer of Enceladus and Titan (E2T) é um conceito de missão orbital que investigaria a evolução e habitabilidade das luas de Saturno, Encélado e Titã. O conceito de missão foi proposto em 2017 pela Agência Espacial Europeia (ESA).

## Epistemologia e cultura

### Etimologia e História
A palavra "astrobiologia" é derivada etimologicamente do grego: ἄστρον, astron, "constelação, estrela"; βίος, bios, "vida"; e λογία, logia, "estudo". Foi proposta em julho de 1935 na revista francesa La Nature pelo engenheiro aeroespacial russo Ary Abramovich Sternfeld, em seu artigo intitulado La vie dans l'Univers, para definir a ciência resultante do desenvolvimento da biologia e astronomia, cujo "principal objetivo é avaliar a habitabilidade de outros mundos". O físico Laurence J. Lafleur reutilizou o termo em 1941 em seu artigo homônimo publicado pela Astronomical Society of the Pacific para descrever "a consideração da vida no Universo além da Terra" e, devido ao alcance desta publicação, o autor é frequentemente creditado como criador do termo. Em 1953, o astrônomo soviético Gavrill Adrianovich Tikhov também empregou a astrobiologia em seu livro de mesmo nome e, adicionalmente, cunhou o termo "astrobotânica" para se referir à pressuposta existência de vegetação extraterrestre em Marte, sendo pioneiro neste campo de estudos.
Ainda durante 1953, o fisiologista alemão e pioneiro na medicina espacial Hubertus Strughold, levado aos Estados Unidos através da Operação Paperclip, citou o termo astrobiologia brevemente em sua obra The Green And Red Planet: A Physiological Study Of The Possibility Of Life On Mars; em 1961, publicou um artigo chamado Space Medicine and Astrobiology onde o definiu como a "combinação frutífera de astronomia e biologia" e um conjunto de "revisões teóricas, observações visuais, análises espectrográficas e experimentações", além de avaliar a possibilidade da vida extraterrestre poder ser bioquimicamente diferente daquela baseada em carbono encontrada na Terra. Em 1958, o livro Introdução à Astrobiologia, publicado pelo biólogo e professor brasileiro Flávio Augusto Pereira, introduziu o termo no Brasil e trouxe um compilado de estudos contemporâneos da área como forma de divulgá-los no país.
A partir de 1958, o biólogo molecular estadunidense ganhador do prêmio Nobel de Fisiologia ou Medicina, Joshua Lederberg, popularizou o termo "exobiologia" (do grego, Έξω, exo, "externo"; Βίος, bios, "vida"; e λογία, logia, "estudo") ao estabelecer o campo de estudos como disciplina científica e advertir sobre as consequências da exploração espacial para a saúde humana durante a década de 1960. Deste período até meados da década de 1990, o uso da palavra exobiologia ganhou destaque entre os acadêmicos e em programas espaciais, mas desapareceu gradualmente graças à sua limitação conceitual: enquanto "exobiologia" denota estritamente a vida extraterrestre, "astrobiologia" abrange simultaneamente a biologia extraterrena e os estudos acerca do surgimento e evolução inicial da vida no planeta Terra como forma de entender os mecanismos que levariam a esse fenômeno num contexto universal. Em 1998, a NASA renomeou o programa de exobiologia para Instituto de Astrobiologia (NASA Astrobiology Institute ou NAI, no original em inglês) e, desde então, o termo vem sido adotado unanimemente para definir um campo de caráter interdisciplinar voltado para o estudo da origem, evolução, distribuição e futuro da vida no universo.
Outro termo existente e anteriormente empregado para descrever a vida extraterrestre é "xenobiologia" (do grego, ξένος, xénos, "estrangeiro"; Βίος, bios, "vida"; e λογία, logia, "estudo"), criado em 1954 pelo escritor estadunidense Robert A. Heinlein em seu livro The Star Beast (em português, O Monstro do Espaço). Apesar de parecer um sinônimo para astro ou exobiologia, a palavra xenobiologia atualmente é aplicada à biologia extraterrestre ou sintética cuja bioquímica seja diferente da vida baseada em carbono e/ou que utilize códigos genéticos diferentes do ácido desoxirribonucleico e do ácido ribonucleico. Algumas designações como "xenologia", "bioastronomia", "cosmobiologia" e certas derivações como "exossociologia" e "exoplanetologia" podem ser empregadas na literatura como sinônimos grosseiros para astrobiologia por se referirem ao estudo da possibilidade de vida extraterrestre.

### Filosofia
O substrato para a astrobiologia teve início com as discussões acerca da existência de vida extraterrestre e de outros mundos além do planeta Terra. A possibilidade da existência de vida extraterrena foi primeiramente registrada como discussão filosófica na Idade Antiga, sobretudo na Grécia entre os pensadores pré-socráticos. Os filósofos da natureza do século V AEC, Leucipo de Mileto e Demócrito de Abdera, foram responsáveis pelo desenvolvimento do pensamento atomístico e propunham um universo físico formado por uma quantidade infinita de átomos constituintes de toda matéria, incluindo das inumeráveis estrelas e dos exoplanetas que, por estarem muito distantes, atribuíam a aparência nebulosa à Via Láctea. Para eles, partindo do pressuposto de que os átomos dentro e fora da Terra eram indistintos em suas propriedades, a formação de infinitos outros mundos semelhantes a esse planeta, bem como os processos naturais resultantes na vida, poderia ser um fenômeno comum. Enquanto o matemático e astrônomo Aristarco de Samos partilhava da visão do universo vasto e fundava o modelo heliocêntrico para explicar os movimentos celestes, seu contemporâneo filósofo Epicuro baseou-se no atomismo para defender a existência de muitos mundos semelhantes à Terra dotados de flora e fauna. Para a escola epicurista, essa pluralidade dos mundos (ou pluralismo cósmico) era uma proposição indubitável, levando o filósofo Metrodoro de Lâmpsaco a afirmar que "considerar a Terra o único mundo povoado no espaço infinito é tão absurdo quanto afirmar que em um campo inteiro semeado com milheto apenas um grão crescerá". O poeta romano e entusiasta do epicurismo Lucrécio disseminou as filosofias atomista e pluralista pela Europa através da sua obra De rerum natura (em português, Sobre a natureza das coisas), onde concluía, pela lógica, que existiam "outros mundos em outras partes do universo, com diferentes raças de homens e animais".
Essas ideias haviam sido fortemente rejeitadas por Aristóteles e seu modelo geocêntrico, responsável por centralizar fixamente o planeta Terra na hierarquia de esferas celestes e rebaixar o sol, os planetas e as estrelas a objetos meramente subordinados. Além disto, o filósofo se opunha ao pensamento secular do epicurismo e distinguia o mundo terrestre em constantes transformações da esfera celeste perfeita e imutável regida por uma inteligência metafísica. No século II EC, conforme os dados das observações astronômicas aumentavam, o matemático grego Cláudio Ptolomeu precisou aprimorar a mecânica geocêntrica flexibilizando-a para adaptá-la às novas descobertas e, com a ascensão e consolidação do cristianismo sob influência deste modelo aristotélico-ptolomaico, o heliocentrismo junto à pluralidade dos mundos sofreram ostracismo por aproximadamente quatorze séculos.
O definhamento do geocentrismo começou após o astrônomo polonês Nicolau Copérnico  publicar seu livro De revolutionibus orbium coelestium (Das revoluções das esferas celestes) em 1543, apresentando o heliocentrismo como uma mecânica cosmológica menos complexa para explicar os movimentos dos planetas; apesar de Copérnico não apresentar demais implicações a respeito deste sistema planetário, para o filósofo italiano Giordano Bruno isto era um indício para os conceitos de universo infinito e do pluralismo cósmico sob uma visão panteísta, que foi considerada herética e causou sua prisão e condenação à morte. As observações das trajetórias e topografias de Vênus, de Marte, da lua e dos satélites de Júpiter realizadas independentemente pelos astrônomos Galileu Galilei e Johannes Kepler ao longo das suas vidas foram fundamentais para corroborar copernicanismo, fortalecer a ideia de universo autogovernado e aperfeiçoar a mecânica dos corpos celestes, além de suscitar comparações inevitáveis deles com a Terra. As similaridades direcionavam os astrônomos aos seguintes questionamentos: se existem montanhas e vales na lua, por exemplo, não poderiam também haver cidades habitadas por seres inteligentes? O sol é a única estrela acompanhada de planetas?
Para o filósofo e matemático francês René Descartes, o universo era um sistema dinâmico autogovernado e impessoal regido pela matemática no qual as infinitas partículas colidiam e se agregavam para formar a matéria inclusive no vácuo do espaço e, apesar de negar os conceitos de vazio e indivisibilidade da matéria, suas ideias assemelhavam-se grosseiramente ao atomismo grego. Descartes assumiu em Principia Philosophiae (Princípios de Filosofia) de 1664 que todas as estrelas observáveis eram sóis potencialmente circundados por planetas, abrindo espaço para novas discussões acerca do pluralismo cósmico no âmbito da filosofia e literatura.

### Literatura
Com a ascensão das descobertas astronômicas, a literatura europeia absorveu e ressignificou o conceito de Universo em suas obras, mesclando uma carga ficcional às narrativas. A obra póstuma de Johannes Kepler publicada em 1634, comumente atribuída ao gênero de ficção científica, Somnium, descreve o universo através de observadores habitantes da lua, usando desta narrativa lúdica para explicar melhor alguns fenômenos astronômicos comuns tanto ao satélite natural quanto à Terra (como, por exemplo, os movimentos de rotação e translação).
Enquanto o atomismo e o corpuscularismo influenciaram a filosofia mecanicista reacendendo os debates pluralistas durante o século XVII, por sua vez, a decadente pseudociência da astrologia e a recente descoberta do novo e do novíssimo mundo contextualizaram a percepção de vida extraterrestre sob um viés místico e antropocêntrico nas obras literárias que se sucederam. Considerado um dos primeiros escritores de ficção científica, em 1657 o francês Cyrano de Bergerac empregou conceitos imaginativos em sua obra L'Autre Monde: ou les États et Empires de la Lune (O Outro Mundo: ou os Estados e Impérios da Lua), narrando não somente sobre a especulada sociedade habitante da lua, mas desenvolvendo um modelo rudimentar de foguete espacial como meio de transporte da Terra até o satélite. O dramaturgo Bernard le Bovier de Fontenelle também partilhava do pensamento pluralista e em Entretiens sur la pluralité des mondes (Diálogos Sobre a Pluralidade dos Mundos) de 1686 se sobressaiu ao estabelecer uma personagem feminina como protagonista e empregar uma série de diálogos em linguagem coloquial como forma de divulgação científica aos leitores leigos, apresentando o conhecimento da época (heliocentrismo e universo vasto) mesclado com suposições fantasiosas a respeito da flora, fauna e civilizações da lua. O campo das especulações também foi explorado pelo matemático e astrônomo neerlandês Christiaan Huygens no livro Cosmotheoros publicado postumamente em 1698 onde pressupôs que a presença dos satélites de Júpiter e de Saturno implica necessariamente na existência de vida inteligente nos planetas correspondentes e se estendeu a respeito das atividades e da moralidade dos chamados "planetários".
O pluralismo cósmico persistiu durante os séculos XVIII e XIX e manteve-se unânime entre os físicos, astrônomos e escritores europeus apesar de possuir caráter totalmente especulativo e de estar limitado pela falta de conhecimento a respeito de certos fenômenos relacionados à formação dos sistemas solares e da própria vida.
No decorrer do século XX diversos autores de ficção científica buscaram retratar o imaginário sobre a vida extraterrestre. Talvez uma das obras mais expressivas seja o romance de Herbert George Wells, The War of the Worlds (A Guerra dos Mundos). Publicado em capítulos 1987 no Reino Unido pela Pearson's Magazine e lançado como um romance no ano seguinte, nesta fascinante história somos surpeendidos por uma invasão da Terra por marcianos inteligentes, dotados de um poderoso raio carbonizador e máquinas assassinas (tripods), semelhantes a depósitos de água sobre tripés. Essa obra literaria foi adaptada diversas vezes para o cinema, a última em 2005, por Steven Spielberg, com Tom Cruise no papel principal, Dakota Fanning e Justin Chatwin.[carece de fontes?]